# Championnat de Pologne de football 1954
Navigation
Édition précédente Édition suivante
La saison 1954 du championnat de Pologne est la vingt-sixième saison de l'histoire de la compétition. Cette édition a été remportée par l'Ogniwo Bytom, devant le ŁKS Łódź.

## Les clubs participants
| Club              | Ville     |
| ----------------- | --------- |
| Budowlani Chorzów | Chorzów   |
| CWKS Varsovie     | Varsovie  |
| Gornik Radlin     | Radlin    |
| Gwardia Bydgoszcz | Bydgoszcz |
| Gwardia Cracovie  | Cracovie  |
| Gwardia Varsovie  | Varsovie  |
| Kolejarz Poznań   | Poznań    |
| LKS Łódź          | Lódź      |
| Ogniwo Bytom      | Bytom     |
| Ogniwo Cracovie   | Cracovie  |
| OWKS Cracovie     | Cracovie  |
| Unia Chorzów      | Chorzów   |

## Compétition

### Classement
| Rang | Équipe                | Pts     | J       | G       | N       | P       | Bp      | Bc      | Diff    |
| ---- | --------------------- | ------- | ------- | ------- | ------- | ------- | ------- | ------- | ------- |
| 1    | Ogniwo Bytom          | 24      | 20      | 9       | 6       | 5       | 36      | 22      | +14     |
| 2    | ŁKS Łódź (P)          | 24      | 20      | 9       | 6       | 5       | 30      | 20      | +10     |
| 3    | Unia Chorzów          | 24      | 20      | 10      | 4       | 6       | 24      | 18      | +6      |
| 4    | Gwardia Varsovie (C)  | 22      | 20      | 9       | 4       | 7       | 24      | 26      | -2      |
| 5    | Kolejarz Poznań       | 21      | 20      | 9       | 3       | 8       | 14      | 18      | -4      |
| 6    | Górnik Radlin         | 20      | 20      | 8       | 4       | 8       | 23      | 24      | -1      |
| 7    | CWKS Varsovie         | 19      | 20      | 7       | 5       | 8       | 27      | 29      | -2      |
| 8    | Gwardia Cracovie      | 18      | 20      | 7       | 4       | 9       | 19      | 20      | -1      |
| 9    | Gwardia Bydgoszcz (P) | 16      | 20      | 6       | 4       | 10      | 18      | 22      | -4      |
| 10   | Budowlani Chorzów     | 16      | 20      | 5       | 6       | 9       | 28      | 37      | -9      |
| 11   | Ogniwo Cracovie       | 16      | 20      | 5       | 6       | 9       | 21      | 28      | -7      |
| 12   | OWKS Cracovie         | Forfait | Forfait | Forfait | Forfait | Forfait | Forfait | Forfait | Forfait |

| Légende | Légende                                                      |
| ------- | ------------------------------------------------------------ |
|         | Champion de Pologne                                          |
|         | Relégation en II Liga                                        |
|         | (P) : Promu (C) : Vainqueur de la Coupe de Pologne 1953-1954 |

## Bilan de la saison
| Tableau d'Honneur |                  |
| Compétition       | Vainqueur        |
| I Liga            | Ogniwo Bytom     |
| Coupe de Pologne  | Gwardia Varsovie |

| Promotions et relégations |                                                 |
| Relégués en II Liga       | Budowlani Chorzów Ogniwo Cracovie OWKS Cracovie |
| Promus de II Liga         | Stal Sosnowiec Lechia Gdańsk Garbarnia Cracovie |

## Meilleurs buteurs
| # | Joueur        | Équipe          | Buts |
| - | ------------- | --------------- | ---- |
| 1 | Henryk Kempny | Ogniwo Bytom    | 13   |
|   | Ernest Pohl   | CWKS Varsovie   | 13   |
| 3 | Teodor Anioła | Kolejarz Poznań | 11   |